# Championnat du monde de vitesse moto 1957
Navigation
Édition précédente Édition suivante
Le Championnat du monde de vitesse moto 1957 est la neuvième saison de vitesse moto organisée par la FIM.

Ce championnat comporte six courses de Grand Prix, toutes courues en Europe, pour quatre catégories : 500 cm3, 350 cm3, 250 cm3 et 125 cm3.

## Attribution des points
Les points du championnat sont attribués aux six premiers de chaque course :
- Premier : 8 points
- Second : 6 points
- Troisième : 4 points
- Quatrième : 3 points
- Cinquième : 2 points
- Sixième : 1 point

## Grands Prix
| N° | Course                            | Lieu       | Vainqueur 125 cm³ | Vainqueur 250 cm³ | Vainqueur 350 cm³ | Vainqueur 500 cm³ | Résultat |
| -- | --------------------------------- | ---------- | ----------------- | ----------------- | ----------------- | ----------------- | -------- |
| 1  | Grand Prix d'Allemagne de l'Ouest | Hockenheim | Carlo Ubbiali     | Carlo Ubbiali     | Libero Liberati   | Libero Liberati   | Résultat |
| 2  | Tourist Trophy                    | Île de Man | Tarquinio Provini | Cecil Sandford    | Bob McIntyre      | Bob McIntyre      | Résultat |
| 3  | Grand Prix des Pays-Bas           | Assen      | Tarquinio Provini | Tarquinio Provini | Keith Campbell    | John Surtees      | Résultat |
| 4  | Grand Prix de Belgique            | Spa        | Tarquinio Provini | John Hartle       | Keith Campbell    | Libero Liberati   | Résultat |
| 5  | Grand Prix d'Ulster               | Dundrod    | Luigi Taveri      | Cecil Sandford    | Keith Campbell    | Libero Liberati   | Résultat |
| 6  | Grand Prix des Nations            | Monza      | Carlo Ubbiali     | Tarquinio Provini | Bob McIntyre      | Libero Liberati   | Résultat |

## Résultats de la saison

### Championnat 1957 catégorie 500 cm³
| Clas. | Pilote          | N° | Pays        | Constructeur | Points | Victoires |
| ----- | --------------- | -- | ----------- | ------------ | ------ | --------- |
| 1     | Libero Liberati | 8  | Italie      | Gilera       | 32     | 4         |
| 2     | Bob McIntyre    | 79 | Royaume-Uni | Gilera       | 20     | 1         |
| 3     | John Surtees    | 1  | Royaume-Uni | MV Agusta    | 17     | 1         |
| 4     | Geoff Duke      | 7  | Royaume-Uni | Gilera       | 10     | 0         |
| 5     | Jack Brett      |    | Royaume-Uni | Norton       | 9      | 0         |
| 6     | Walter Zeller   | 2  | Allemagne   | BMW          | 8      | 0         |
| 7     | Keith Bryen     |    | Australie   | Norton       | 7      | 0         |
| 8     | Dickie Dale     | 6  | Royaume-Uni | Moto Guzzi   | 6      | 0         |
| 9     | Bob Brown       | 8  | Australie   | Gilera       | 4      | 0         |
| 9     | Alfredo Milani  |    | Italie      | Gilera       | 4      | 0         |

### Championnat 1957 catégorie 350 cm³
| Clas. | Pilote           | N° | Pays        | Constructeur | Points | Victoires |
| ----- | ---------------- | -- | ----------- | ------------ | ------ | --------- |
| 1     | Keith Campbell   |    | Australie   | Moto Guzzi   | 30     | 3         |
| 2     | Bob McIntyre     |    | Royaume-Uni | Gilera       | 22     | 2         |
| 3     | Libero Liberati  | 7  | Italie      | Gilera       | 22     | 1         |
| 4     | Keith Bryen      |    | Australie   | Moto Guzzi   | 12     | 0         |
| 5     | John Hartle      | 8  | Royaume-Uni | Norton       | 11     | 0         |
| 6     | Giuseppe Colnago |    | Italie      | Moto Guzzi   | 7      | 0         |
| 7     | Bob Brown        | 17 | Australie   | Gilera       | 6      | 0         |
| 8     | Alano Montanari  | 3  | Italie      | Moto Guzzi   | 5      | 0         |
| 9     | Helmut Hallmeier |    | Allemagne   | NSU          | 4      | 0         |
| 10    | Jack Brett       | 12 | Royaume-Uni | Norton       | 3      | 0         |
| 10    | Umberto Masetti  | 14 | Italie      | MV Agusta    | 3      | 0         |
| 10    | Alfredo Milani   |    | Italie      | Gilera       | 3      | 0         |
| 10    | John Surtees     | 4  | Royaume-Uni | MV Agusta    | 3      | 0         |

### Championnat 1957 catégorie 250 cm³
| Clas. | Pilote            | N° | Pays        | Constructeur | Points | Victoires |
| ----- | ----------------- | -- | ----------- | ------------ | ------ | --------- |
| 1     | Cecil Sandford    | 5  | Royaume-Uni | Mondial      | 26     | 2         |
| 2     | Tarquinio Provini |    | Italie      | Mondial      | 16     | 2         |
| 3     | Sammy Miller      | 7  | Royaume-Uni | Mondial      | 14     | 0         |
| 4     | Roberto Colombo   |    | Italie      | MV Agusta    | 10     | 0         |
| 5     | John Hartle       | 8  | Royaume-Uni | MV Agusta    | 8      | 1         |
| 5     | Carlo Ubbiali     | 1  | Italie      | MV Agusta    | 8      | 1         |
| 7     | Luigi Taveri      | 2  | Italie      | MV Agusta    | 8      | 0         |
| 8     | Dave Chadwick     |    | Royaume-Uni | MV Agusta    | 7      | 0         |
| 9     | Enrico Lorenzetti |    | Italie      | Moto Guzzi   | 7      | 0         |
| 10    | Remo Venturi      | 6  | Italie      | MV Agusta    | 6      | 0         |

### Championnat 1957 catégorie 125 cm³
| Clas. | Pilote                | N° | Pays               | Constructeur | Points | Victoires |
| ----- | --------------------- | -- | ------------------ | ------------ | ------ | --------- |
| 1     | Tarquinio Provini     | 4  | Italie             | Mondial      | 30     | 3         |
| 2     | Luigi Taveri          | 3  | Italie             | MV Agusta    | 22     | 1         |
| 3     | Carlo Ubbiali         | 1  | Italie             | MV Agusta    | 22     | 2         |
| 4     | Sammy Miller          |    | Royaume-Uni        | Mondial      | 12     | 0         |
| 5     | Roberto Colombo       |    | Italie             | MV Agusta    | 11     | 0         |
| 6     | Cecil Sandford        |    | Royaume-Uni        | Mondial      | 9      | 0         |
| 7     | Remo Venturi          |    | Italie             | MV Agusta    | 6      | 0         |
| 8     | Fortunato Libanori    | 5  | Italie             | MV Agusta    | 5      | 0         |
| 9     | František Bartoš (en) |    | Tchécoslovaquie    | CZ           | 3      | 0         |
| 9     | Dave Chadwick         |    | Royaume-Uni        | MV Agusta    | 3      | 0         |
| 9     | Horst Fügner          |    | Allemagne de l'Est | MZ           | 3      | 0         |